# Konrad Gessner (Maler)
Konrad Gessner, auch Conrad Gessner(* 2. Oktober 1764 in Zürich; † 8. Mai 1826 ebenda), war ein Schweizer Maler, Radierer und Lithograf, vor allem bekannt für Pferde- und Schlachtszenen.

## Leben

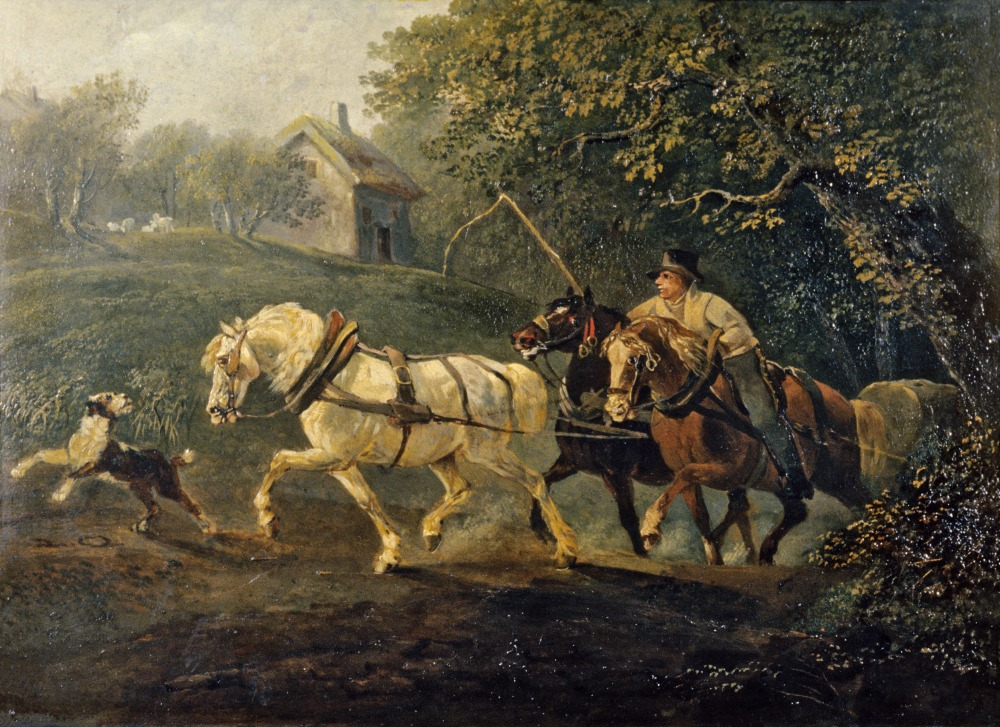
Konrad Gessner, Berganfahrendes Fuhrwerk, 1800, Kunsthaus Zürich

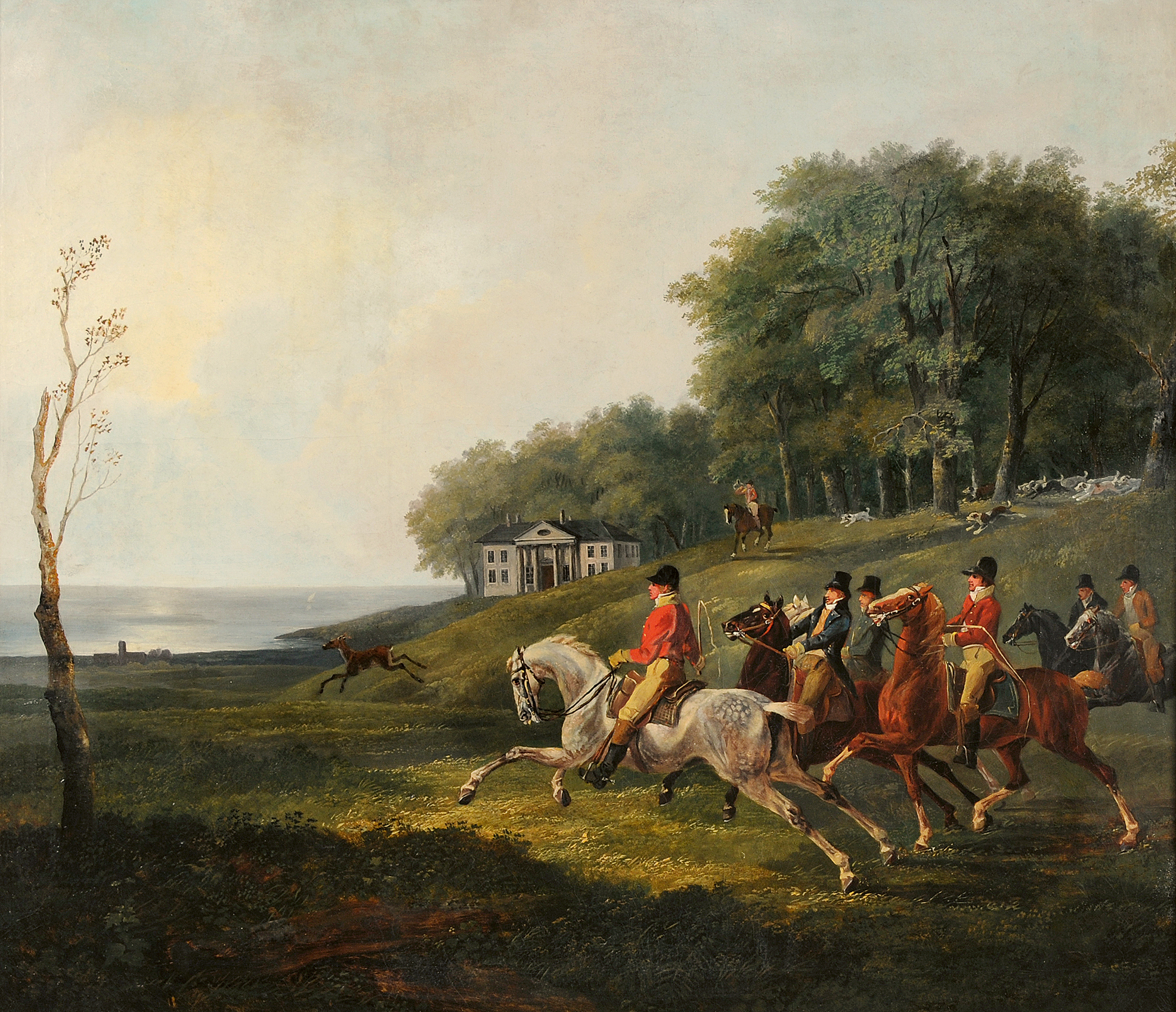
Konrad Gessner, Jagdgesellschaft, 1826

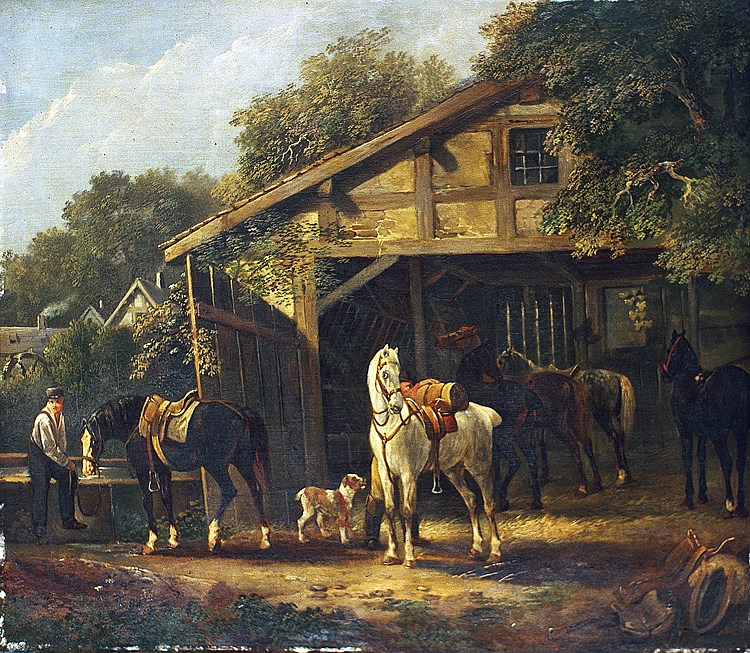
Konrad Gessner, Der Stall

Konrad Gessners Vater, Salomon Gessner, war Idyllendichter, Maler und Grafiker, seine Mutter war Judith Gessner-Heidegger. Sein erster Unterricht genoss er bei seinem Vater und bei Heinrich Wüest. In Dresden wohnte er bei Anton Graff und genoss Unterricht an der Kunstakademie bei Adrian Zingg und Johann Christian Klengel. Er kopierte Gemälde der niederländischen Künstler Philips Wouwerman, Abraham Bloemaert und Georg Philipp Rugendas, beschäftigte sich aber hauptsächlich mir Naturstudien auf Reisen mit Johann Christian Reinhart und Adrian Zingg, die bis nach Böhmen führten.
Die Jahre 1788 und 1789 verbrachte er in Rom und Neapel, wo er sich mit Johann Heinrich Wilhelm Tischbein, Johann Heinrich Lips, Alexander Trippel und Jakob Philipp Hackert austauschte. In Rom teilte er die Wohnung mit Jacques Sablet.
Zurück in Zürich, trat Gessner der Künstlergesellschaft bei. In den Jahren 1799 bis 1803 erschien in London eine Folge von 30 Aquatinta-Radierungen Darstellung der vorzüglichsten Truppen Europas, nach Vorlagen von Gessner entstanden. In London wurde er in die Lithografie eingeführt.
Gessner malte für die Ausstellungen der Royal Academy of Arts in den Jahren 1799 bis 1803 und der Zürcherischen Künstlergesellschaft von 1799 bis 1826. Die Rolle von Gessner als Maler war bescheiden, aber seine Zeichnungen und Aquarelle hatten bereits erste Charakterzüge der Romantik.